# Mats Valk
Mats Valk, né le 4 mai 1996 aux Pays-Bas, est un champion de speedcubing et homme d'affaires néerlandais.

## Records

### Record du monde
Lors du Zonhoven Open en 2013, il réalise un Rubik's Cube (3x3x3) en 5,55 s. Il a ainsi détenu le record du monde de la réalisation la plus rapide d'un Rubik's Cube en compétition, jusqu'au 25 avril 2015, où il a été battu par l'Américain Collin Burns (en 5,253 s). En novembre 2016 au Jawa Timur Open 2016, Mats Valk a accompli l'exploit de battre le nouveau record du monde détenu jusqu'alors par Lucas Etter, et ainsi réalisé la troisième résolution officielle de moins de cinq secondes, avec un temps de 4,744 s.

### Autres records
Mats Valk possède quatorze records nationaux (Pays-Bas).
| Cube                | Temps de réalisation | Type de records | Compétition             | Classement Pays-Bas | Classement Europe | Classement Monde |
| ------------------- | -------------------- | --------------- | ----------------------- | ------------------- | ----------------- | ---------------- |
| Rubik's cube        | 4,74 (s)             | Single          | Jawa Timur Open (2016)  | 1er                 | 1er               | 2e               |
| 4x4 cube            | 26,47 (s)            | Single          | 1 AVG 2013              | 1er                 | 2e                | 3e               |
| 3x3 (avec une main) | 11,34 (s)            | Single          | Amstelven Open 2011     | 1er                 | 9e                | 15e              |
| 5x5 cube            | 1:00,22              | Single          | Dutch Open 2013         | 1er                 | 1er               | 13e              |
| Square-1            | 11,09 (s)            | Single          | Euro 2010               | 1er                 | 5e                | 12e              |
| 6x6 cube            | 2:07,40              | Single          | MPEI Open 2013          | 1er                 | 5e                | 14e              |
| 7x7 cube            | 3:25,90              | Single          | Dutch Open 2013         | 1er                 | 8e                | 22e              |
| Rubik's cube        | 7,66 (s)             | Average         | Dutch Open 2012         | 1er                 | 1er               | 2e               |
| 4x4 cube            | 31,87 (s)            | Average         | MPEI Open 2013          | 1er                 | 2e                | 3e               |
| 5x5 cube            | 1:06,88              | Average         | Dutch Open 2013         | 1er                 | 3e                | 8e               |
| 2x2 cube            | 2,16 (s)             | Average         | World Championship 2013 | 1er                 | 3e                | 7e               |
| 3x3 (avec une main) | 14,12 (s)            | Average         | World Championship 2013 | 1er                 | 3e                | 12e              |
| 6x6 cube            | 2:13,83              | Average         | MPEI Open 2013          | 1er                 | 4e                | 11e              |
| 7x7 cube            | 3:35,38              | Average         | Dutch Open 2013         | 1er                 | 7e                | 20e              |

## Projets
Mats Valk a signé une collaboration en 2016 avec la marque chinoise QiYi MoFangGe pour designer et créer son propre cube, selon ses propres idéaux : le Valk 3. Il utilise ce cube en compétition et c'est avec une version de ce cube avec positionnement magnétique, qu'il bat le record du monde en novembre 2016.